# Pierre Dupont de l’Étang

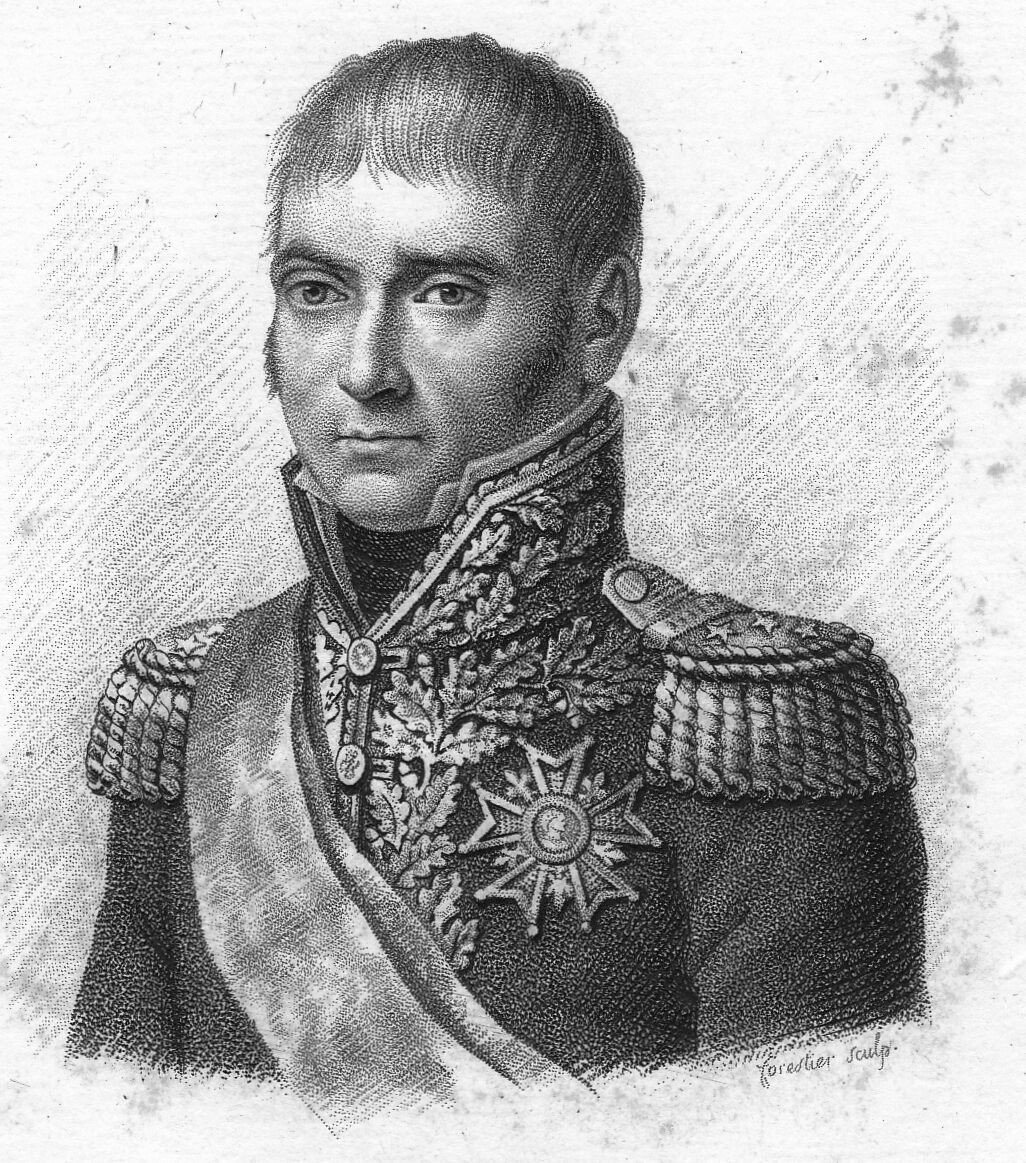
Pierre Dupont de l’Étang

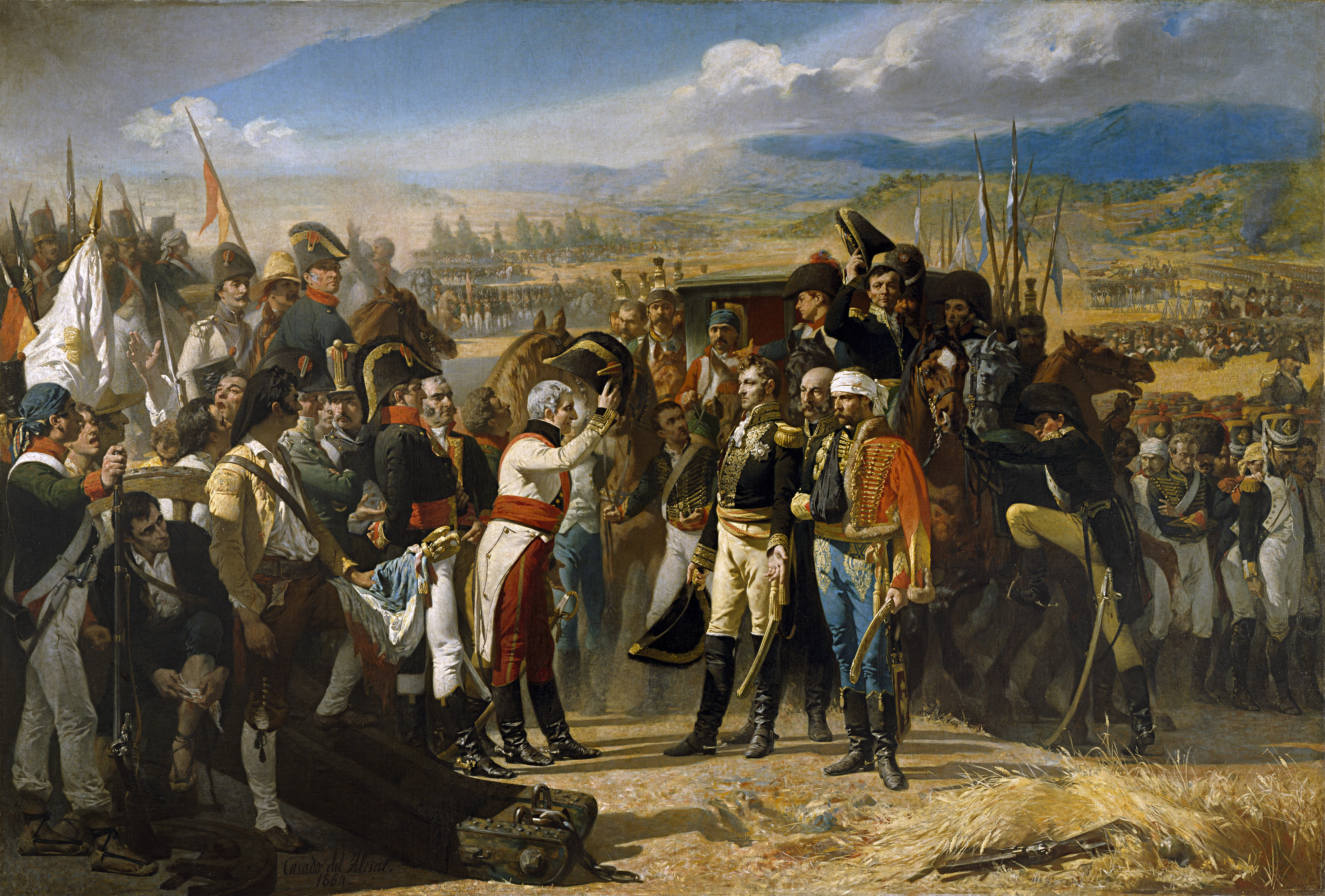
Kapitulation nach der Schlacht von Bailén

Pierre Antoine Dupont de l’Étang (seit 1804 Comte) (* 14. Juli 1765 in Chabanais; † 9. März 1840 in Paris) war ein französischer General zur Zeit der französischen Revolution, unter Napoleon und dem restaurierten Königtum.

## Leben
Er erhielt seine Erziehung in der Militärschule in Paris. Nach dem Abschluss der Ausbildung zum Artillerieoffizier trat er 1785 in den niederländischen Militärdienst ein. Während der französischen Revolution wechselte er 1792 in die französische Armee. Er war zunächst Adjutant von General Theobald Dillon. Bei dessen Ermordung war Dupont de l’Étang anwesend, versuchte den General zu retten und wurde dabei verwundet.
Später unterstand er Charles-François Dumouriez und zeichnete sich bei verschiedenen Gelegenheiten aus. Er spielte durch seine Anordnungen als Stabsoffizier bei der Belagerung Dünkirchens durch Friedrich August, Herzog von York und Albany eine wichtige Rolle zur Verteidigung der Stadt und wurde dafür zum Général de brigade befördert. Im Jahr 1793 verließ er zunächst die Armee, weil er die Schreckensherrschaft ablehnte. Zur Zeit des Direktoriums war er Chef des topographischen Kabinetts. Lazare Nicolas Marguerite Carnot holte ihn ins Kriegsministerium und betraute ihn mit der Direktion des Kriegsdepots. Durch den Staatsstreich des 18. Fructidor V (1797) verlor er vorübergehend seine Ämter. Inzwischen im Rang eines Général de division unterstützte Dupont de l’Étang 1797 die Pläne Napoleons beim Staatsstreich des 18. Brumaire VIII.
Bei der Schlacht bei Marengo zeichnete er sich erneut aus und wurde zum Dank mit dem Posten eines Gesandten in Turin belohnt. Er wurde Gouverneur von Piemont und drang in die Toskana ein, bildete eine provisorische Regierung und besiegte ein zahlenmäßig überlegenes österreichisches Heer. Im Jahr 1804 erhob ihn Napoleon in den Grafenstand. Auch in der Schlacht bei Ulm 1805 und im Feldzug gegen Preußen 1806/07 insbesondere in der Schlacht bei Friedland konnte er sich auszeichnen.
Danach diente er im Krieg in Spanien. Am 8. Juni 1808 nahm er Córdoba ein. Seine Truppen zerstörten und plünderten die reiche Stadt in einer mehrtägigen Gewaltaktion. Seine weit vorgeschobene Position war angesichts der Aufständischen nicht zu halten und Dupont de l’Étang zog sich zurück. Die Truppe zog durch die heiße Sierra Morena und am Guadalquivir entlang. Ihr wurde durch reguläre spanische Einheiten, die auf die Seite der Aufständischen übergegangen waren, der Rückweg nach Madrid abgeschnitten. Nach kurzem Kampf in der Schlacht bei Bailén am 19. Juli musste er die Kapitulation unterzeichnen und sich in Kriegsgefangenschaft begeben. Diese Niederlage war die erste ihrer Art zur Zeit Napoleons und gab dem Aufstand der Spanier Auftrieb.
Nach der Rückkehr nach Frankreich wurde Dupont de l’Étang vor ein Kriegsgericht gestellt. Er wurde zwar nicht verurteilt, auf kaiserlichen Befehl aber bis 1813 gefangen gehalten.
Nach der Restauration des Königtums unter Ludwig XVIII. wurde er Kriegsminister, Pair von Frankreich und Kommandeur des Ordre royal et militaire de Saint-Louis. Bereits im Dezember 1814 wurde er als Kriegsminister abgelöst, blieb aber in der Gunst des Königs. Er erhielt 1821 das Großkreuz des Ludwigsordens, war Kommandant einer Militärdivision und mehrfach Mitglied der Deputiertenkammer. Im Jahr 1832 trat er aus Altersgründen in den Ruhestand.